# Різники
«Різники» (англ. Repo Men) — стрічка 2010 року, знята за романом Еріка Гарсії з Джудом Лоу, Форестом Вітакером, Левом Шрайбером, Алісе Брагою та Каріс ван Гаутен у головних ролях.

## Сюжет
У майбутньому вченим вдалося створювати заміну будь-якому органу, але вартість механічного відповідника дуже висока. Майже всі люди, які потребують трансплантації, купують їх у кредит. За своєчасність виконання боргових зобов'язань ретельно пильнують. У разі несплати через 96 днів кредиту на них полюють різники, які мають дістати орган, за який не сплачено. Один із представників цієї професії Ремі задоволений своєю роботою на відміну від своєї дружини Керол, яка наполягає на його переведенні в відділ продажів. Його захищають друг Джейк та керівник Френк. Одного дня Керол не витримує та кидає Ремі. Неприємностей чоловікові додає й травмування на роботі, внаслідок якого різнику потрібна заміна серця. Через 96 днів боржник не в змозі виплатити борг. Тепер на Ремі полює його друг Джейк.
Ремі втікає в нетрі, де зустрічає співачку Бет, яка переховується від різників. Джейк вистежує їх та перешкоджає виїзду з країни. З розмови Ремі розуміє, нещасний випадок підлаштував його напарник. Відбувається сутичка. Ремі та Бет витирають себе з бази даних, Джейк стає на їхній бік. Троє відпочивають на пляжі. Але з'ясовується, що коли Ремі знепритомнів, його під'єднали до пристрою, який має підтримувати життєдіяльність, а пацієнт занурюється у свої марення. Дізнавшись це, Джейк обіцяє піклуватися про Бет.

## У ролях
| Актор              | Роль         |
| ------------------ | ------------ |
| Джуд Лоу           | Ремі         |
| Форест Вітакер     | Джейк        |
| Лев Шрайбер        | Френк Мерсер |
| Алісе Брага        | Бет          |
| Каріс ван Гаутен   | Керол        |
| Чендлер Кентербері | Пітер        |
| RZA                | T-Bone       |
| Іветт Ніколь Браун | Родезія      |
| Джон Легуізамо     | Асбері       |
| Ліза Лапіра        | Альва        |
| Джо Пінг           | Реймонд      |

## Створення фільму

### Виробництво
Зйомки проходили на різних місцевостях навколо Онтаріо. Більша частина міських сцен було знято в Торонто, в той час як околиці знімали в Бремтоні, Гамільтоні та Місісазі. Крім того, де-які сцени були створені в кіностудії Торонто.

### Знімальна група
- Кінорежисер — Мігель Сапочник
- Сценаристи — Ерік Гарсія, Гарретт Ларнер
- Кінопродюсер — Скотт Стабер
- Композитор — Марко Бельтрамі
- Кінооператор — Енріке Чед'як
- Кіномонтаж — Річард Франсіс-Брюс
- Художник-постановник — Девід Сендефур
- Артдиректор — Ден Ярі
- Художник-декоратор — Клайв Томассон
- Художник-костюмер — Керолайн Гарріс
- Підбір акторів — Мінді Марін[3]

## Сприйняття

### Критика
Фільм отримав переважно негативні відгуки. На сайті Rotten Tomatoes оцінка стрічки становить 21 % на основі 149 відгуків від критиків (середня оцінка 4,2/10) і 41 % від глядачів із середньою оцінкою 3,0/5 (100 534 голоси). Фільму зарахований «гнилий помідор» від кінокритиків та «розсипаний попкорн» від глядачів, Internet Movie Database — 6,3/10 (94 174 голоси), Metacritic — 32/100 (31 відгук критиків) і 5,8/10 (110 відгуків від глядачів).

### Номінації та нагороди
| Нагороди та номінації фільму «Різники» | Нагороди та номінації фільму «Різники» | Нагороди та номінації фільму «Різники» | Нагороди та номінації фільму «Різники» | Нагороди та номінації фільму «Різники» | Нагороди та номінації фільму «Різники» |
| Рік                                    | Кінофестиваль/кінопремія               | Категорія/нагорода                     | Номінант                               | Результат                              |                                        |
| -------------------------------------- | -------------------------------------- | -------------------------------------- | -------------------------------------- | -------------------------------------- | -------------------------------------- |
| 2010                                   | Teen Choice Awards                     | Choice Movie Actor: Наукова фантастика | Джуд Лоу                               | Номінація                              |                                        |
| 2011                                   | «Сатурн»                               | Найкращий грим                         | Енді Клемент, Дональд Моват            | Номінація                              |                                        |